# Волзький гамбіт
Во́лзький гамбі́т (гамбіт Бенко) — шаховий дебют. Виникає після ходів: 1. d4 Кf6 2. c4 c5 3. d5 b5!? Належить до закритих початків.

## Історія
Назву гамбіту запропоновано росіянином Петром Романовським після публікації статті куйбишевського кандидата в майстри спорту Бориса Аргунова (журнал «Шахматы в СССР», № 2, 1946). За межами СРСР дебют став відомий під назвою «гамбіт Бенко» на честь угорсько-американського шахіста Пала Бенко. Також значний внесок у теорію цього гамбіту зробили Светозар Глігорич та Ігор Зайцев.
Стратегічним попередником волзького гамбіту є гамбіт Блюменфельда: чорні намагаються відійти від відомих схем староіндійського захисту і перевести гру в русло волзького гамбіту у вигідній для себе редакції.
Головна ідея в тому, що чорні жертвують пішака, натомість хочуть отримати ініціативу на ферзевому фланзі. Різновидом цього дебюту є також 3. … d6 4. Nc3 g6 5. e4 b5.

## Головні продовження
- 4. cb a6 
  - 5. ba. Після взяття білими чорного пішака a6 чорні прагнуть використати напіввідкриті вертикалі, розташувавши на них важкі фігури. Розвинувши слона f8 на g7, вони посилюють тиск на центр і ферзевий фланг білих. Крім тиску за допомогою фігур, можна створювати натиск пішаками шляхом c5-c4, e7-e6 або f7-f5, намагаючись досягти переваги в центрі. 5. … С:a6 6. Кc3 d6. Тепер білим доводиться вирішувати що робити зі своїм білопольним слоном.
  - 5. b6. Білі прагнуть віддати зайвого пішка у вигідній для себе редакції, закрити для чорних лінію а, а також закріпити за собою поле c4
- 4. Кf3 g6 5. cb a6 6. Фc2
- 4. a4
  - 4. … bc 5. Кc3 g6 6. e4 Сa6 7. f4+/=
  - 4. … b4 5. g3 Сb7 6. Сg2 e5 (e6!?) 7. e4 d6 8. Кe2 g6 9. 0-0 Кbd7 10. Фd3 Фc7 11. f4+/=
- 4. Nd2. З ідеєю на взяття чорними bc зіграти e4